# Rzęsistek policzkowy
Rzęsistek policzkowy (Trichomonas tenax) - kosmopolityczny wiciowiec wywołujący rzęsistkowicę (trichomonosis) jamy ustnej. Występuje tylko w postaci trofozoitu.

## Budowa
Trofozoit o zmiennym kształcie, najczęściej owalnym, okrągłym lub gruszkowatym. Długość 5-15 µm. Szerokość 3-11 µm.

## Występowanie
Cały świat.
Występuje na dziąsłach, w szczelinach między zębami, zmianach próchniczych zębów i migdałkach podniebiennych.
| Kraj                                                                              | Częstość występowania |
| --------------------------------------------------------------------------------- | --------------------- |
| Polska Badania studentów                                                          | 4-8%                  |
| Polska Chorzy na paradontopatię oraz choroby błony śluzowej jamy ustnej           | ok. 50%               |
| Czechy i Francja Cała populacja                                                   | 3,6-12,5%             |
| Czechy i Francja Chorzy na paradontopatię oraz choroby błony śluzowej jamy ustnej | 21-36%                |
| USA Chorzy na paradontopatię oraz choroby błony śluzowej jamy ustnej              | 30-50%                |

## Chorobotwórczość
T. tenax wywołuje rzęsistkowicę jamy ustnej. 
Objawy podmiotowe:
- suchość w jamie ustnej
- pieczenie jamy ustnej
- bóle samoistne
- bóle przy połykaniu

Objawy przedmiotowe stwierdzane badaniem:
- kieszonki patologiczne
- zapalenie języka
- ogniska zapalne w błonie śluzowej jamy ustnej

## Wykrywanie
Istnieje wiele metod wykrywania rzęsistka językowego:
- preparaty bezpośrednie (kropla zwykła lub wisząca 0.9% roztworu NaCl) z materiału zeskrobanego z błony śluzowej policzka, dziąseł lub przestrzeni międzyzębowych
- preparaty utrwalone metanolem i barwione barwnikiem Giemsy
- hodowla na pożywce z treścią jamy ustnej przepłukaną 0.9% roztworem NaCl

## Profilaktyka, zwalczanie i leczenie
Zapobieganie polega na utrzymaniu higieny jamy ustnej, leczeniu próchnicy zębów, chorób przyzębia, chorób błony śluzowej jamy ustnej i przewlekłego zapalenia migdałków podniebiennych. Pomocna jest też częsta wymiana szczoteczek do mycia zębów.
Leczenie polega na stosowaniu:
- natamycyny
- pochodnych 5-nitroimidazolu